# Rykoszyn
Rykoszyn – wieś w Polsce położona w województwie świętokrzyskim, w powiecie kieleckim, w gminie Piekoszów. 
Wieś leżąca w powiecie chęcińskim województwa sandomierskiego należała w XVI wieku do Tarłów. W latach 1975–1998 miejscowość administracyjnie należała do województwa kieleckiego.
Na terenie miejscowości znajduje się kościół rzymskokatolicki pw. św. Maksymiliana Kolbego, wybudowany w latach 1983-1986, oraz stacja kolejowa na trasie Kielce–Włoszczowa. Funkcjonuje tu szkoła podstawowa oraz jednostka Ochotniczej Straży Pożarnej, włączona do ogólnopolskiego systemu ratownictwa technicznego.
Przez wieś przechodzi linia kolejowa Kielce – Fosowskie, na której znajduje się stacja kolejowa Rykoszyn.

## Części wsi
| SIMC    | Nazwa      | Rodzaj    |
| ------- | ---------- | --------- |
| 0261798 | Dwór       | część wsi |
| 0261806 | Kolonia    | część wsi |
| 0261812 | Stara Wieś | część wsi |
| 0261829 | Za Torem   | część wsi |

## Historia
Pierwsze wzmianki o Rykoszynie pochodzą z 1325 i 1423 r. W pierwszym dokumencie, wieś zapisana jako Rychsin, wymieniana jest jako własność Wierzchosława, kanonika krakowskiego. W drugim dokumencie wzmiankowana jest jako Rycossin. W 1540 r. wieś stanowiła własność Hieronima Odrowąża. W 1619 r. wraz z całym kluczem piekoszowskim stała się własnością rodziny Tarłów.
Na przełomie XVII i XVIII wieku istniał tu dwór, do którego przenieśli się Tarłowie, po zniszczeniu przez wojska szwedzkie pałacu w Piekoszowie.
17 sierpnia 1914 r. w Rykoszynie zatrzymał się oddział strzelców Józefa Piłsudskiego.

## Sport
W Rykoszynie funkcjonuje klub sportowy ULKS Sokół-Nordkalk Górnik Rykoszyn, który powstał w 1962 roku jako ZKS Górnik Miedzianka.